# MaNga
maNga je turecká rocková kapela, která mísí hudbu z Anatolie s elektronickými prvky. Reprezentovali Turecko na Eurovision Song Contest 2010, kde s písní „We Could Be the Same“ obsadila druhé místo. V současnosti jsou členy Ferman Akgül, Yağmur Sarıgül, Cem Bahtiyar a Özgür Can Öney.

## Historie
Skupina byla založena v roce 2001. Zpočátku hráli covery jiných rockových a metalových kapel. Často jsou nazývání „Turečtí Linkin Park“.
Ve známost veřejnosti vešli, když se umístili druzí na hudební soutěži Zpívej svou píseň. Zde upoutali pozornost manažera společnosti GRGDN – Hadiho Elazziho, který jim domluvil kontrakt s vydavatelstvím Sony Music. Stejnojmenné debutové album maNga vyšlo pod vydavatelstvím Sony Music Turecko/GRGDN v 14. prosinci 2004 a stalo se obrovským hitem. Celkem se jej prodalo více než 100 000 kusů a obdrželo zlatou certifikaci.
Dne 13. srpna 2006 se skupina stala první tureckou rockovou kapelou, která účinkovala na festivalu Sziget v maďarské Budapešti. Následně skupina koncertovala i v Nizozemsku a Německu.
Během své kariéry hráli na různých hudebních festivalech a spolupracovali se slavnými tureckými zpěváky, kterými jsou Koray Candemir, Vega a Göksel. Většinu písní si píší členové sami. Yağmur Sarıgül říká, že žánrem se hudba dotýká nu metalu a hip hopu, který míchá s melodiemi z Anatolie.
Jejich duet s Gökselem se objevil v jednom z nejúspěšnějších tureckých filmů Sınav. Jejich píseň „Bir kadın çizeceksin“ figurovala mezi hudbou ze hry FIFA 06. Kapela je považována hlavní hvězdu na několika tureckých hudebních festivalech, kterými jsou Saklıfest, Patlıcan, Rokofest a Rock'n Coke.
Dne 13. dubna 2008 se skupina měla objevit spolu s Tarkanem se na pódiu ve Wembley Aréně v Londýně, ale následně bylo vystoupení zrušeno z technických důvodů. Poté se objevili na pódiu v londýnském O2 Academy Islington dne 4. prosince 2009.
V roce 2009 vyhráli cenu za Nejlepší turecký počin od MTV Turkey a následně ocenění Nejlepší evropský počin od MTV Networks Europe v cenách MTV Europe Music Awards 2009. Ve stejný rok vydali pod vydavatelstvím Sony Music třetí album Şehr-i Hüzün.
Dne 12. ledna 2010 veřejnoprávní vysílatel TRT oznámil, že maNga bude zástupcem Turecka na Eurovision Song Contest 2010. Ve finále soutěže se s písní „We Could Be the Same“ umístili na druhém místě s 170 body za Německem, čímž se zasloužili o jeden z nejlepších výsledků Turecka na soutěži.
V roce 2012 mělo premiéru třetí studiové album nazvané e-akustik, které zahrnovalo akustické verze písní z jejich repertoáru. O rok později skupinu opustil Efe Yılmaz. V roce 2014 bylo vydáno čtvrté album s názvem Işıkları Söndürseler Bile.

## Členové

### Současní členové
Ferman Akgül, celým jménem İbrahim Ferman Akgul, (* 25. prosince 1979, zpěv a klávesy) se narodil v Ankaře. Studoval na ankarské vysoké školy a v roce 1998 nastoupil na Univerzitu Gazi na fakultu architektury. Hraje na kytaru a byl vedoucí zpěvákem několika rockových kapelách. Ke skupině se připojil v roce 2001.
Yağmur Sarıgül (* 26. srpna 1979, kytara) se narodil v Antalyi, ale když měl 2 roky, přestěhoval se s rodinou do Ankary. Na škole začal studovat hudbu a učil se hrát na klavír, housle, kytaru a následně na elektrickou kytaru. Nyní studuje hudbu na Univerzitě Gazi. V soutěži Zaspívej svou píseň získal ocenění Nejlepší hudebník. Složil většinu písní skupiny a vysloužil si přezdívku Yamyam.
Cem Bahtiyar (* 18. ledna 1979, basová kytara) se narodil ve městě Denizli. Na vysoké škole se naučil hrát na klasickou kytaru. Nyní studuje bankovnictví na Bilkentské univerzitě. Než se připojil ke skupině, spolupracoval se zpěvačkou Göksel.
Özgür Can Öney (* 21. července 1980, bubny) se narodil v Ankaře, kde studoval astronomii na Ankarské univerzitě a na univerzitě ve městě Antalya studoval obchod. V současnosti se učí hrát na basovou kytaru a jeho zájmem je modelování. Již 8 let se zajímá o kickboxing. V roce 2001 se zúčastnil mládežnické soutěže v kickboxu, která se konala v Ankaře a kde zaujal čtvrté místo.

### Bývalí členové
Orçun Şekerusta ve skupině hrál na basovou kytaru. Ve skupině účinkoval jen roce 2001.
Efe Yılmaz (* 3. října 1979, DJ) se narodil v Ankaře. Vystudoval informatiku na University of South Florida v USA a nyní studuje na univerzitě v Antalyi. Zabýval se hokejem a umí hrát na bicí.

## Nominace a ocenění

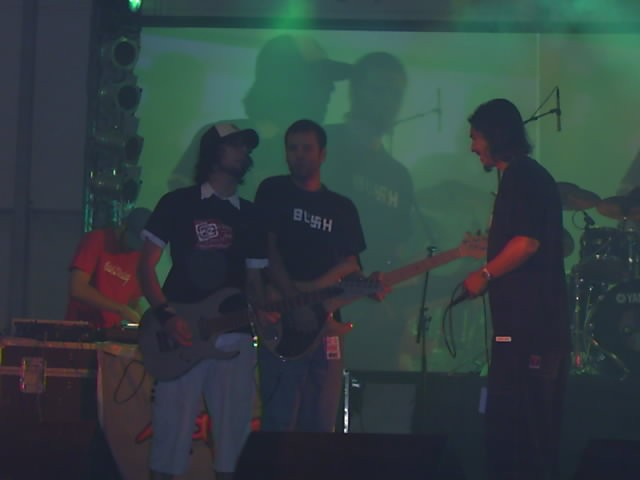
maNga na pódiu festivalu Sziget v Maďarsku (13. srpen 2006).

| Rok  | Cena                                                                                    | Výsledek  |
| ---- | --------------------------------------------------------------------------------------- | --------- |
| 2005 | Nejlepší rocková skupina a nejlepší videoklip v cenách POPSAV Ödülleri                  | vítězství |
| 2005 | Nejlepší novácká skupina v cenách Hürriyet Altın Kelebek Ödülleri (Ceny zlatého motýla) | vítězství |
| 2006 | Zlatá deska za album maNga (MÜYAP Ödülleri)                                             | vítězství |
| 2009 | Nejlepší turecký počin v cenách MTV Turkey                                              | vítězství |
| 2009 | Nejlepší turecký počin a Nejlepší evropský počin v cenách MTV Europe Music Awards       | vítězství |
| 2010 | Druhé místo s písní „We Could Be the Same“ na Eurovision Song Contest 2010              | 2. místo  |
| 2011 | Nejlepší duet/skupina na Balkáně v cenách Balkan Music Awards                           | vítězství |
| 2012 | Nejlepší skupina na Balkáně v cenách Balkan Music Awards                                | vítězství |